# Carmen Stadelhofer
Carmen Stadelhofer (ur. 9 lipca 1947 we Frankfurcie nad Menem) – pedagog i naukowiec, jedna z pionierek problematyki kształcenia osób starszych, współtwórczyni i długoletnia (1994-2012) dyrektor Centrum Ustawicznego Kształcenia Naukowego (ZAWiW – Zentrum für Allgemeine Wissenschaftliche Weiterbildung) na uniwersytecie w Ulm. Wyróżniona we wrześniu 2009 Orderem Zasługi Republiki Federalnej Niemiec i Medalem Obywatelskim Miasta Ulm (Bürgermedaille der Stadt Ulm) za dokonania w zakresie edukacji ustawicznej seniorów. Autorka licznych publikacji z tego zakresu.

## Życiorys
Carmen Stadelhofer urodziła się we Frankfurcie nad Menem i dorastała w Mannheim. Studiowała filologię germańską i romańską oraz pedagogikę w Mannheim i Fryburgu Bryzgowijskim. W trakcie studiów wielokrotnie przebywała naukowo we Francji i Włoszech. Po uzyskaniu dyplomu podjęła pracę naukową na uniwersytecie w Mannheim. W latach 1979–1984 pracowała w szkole w Herzogenried, dzielnicy Mannheim. W 1984 została pracownikiem uniwersytetu w Ulm, początkowo (1984-1994) jako pracownik naukowy w zakresie pedagogiki na kierunkach nauczycielskich. W latach 1987–1994 prowadziła wzorcowy projekt „Akademia Kobiet” (Frauenakademie) na uniwersytecie ludowym w Ulm (Ulmer Volkshochschule). Od 1992 organizatorka Akademiewochen na uniwersytecie w Ulm – seminarium naukowego dla seniorów. Od marca 1994 do przejścia na emeryturę w grudniu 2012 była kierowniczką Centrum Ustawicznego Kształcenia Naukowego (ZAWiW – Zentrum für Allgemeine Wissenschaftliche Weiterbildung), podległego uniwersytetowi w Ulm.
Carmen Stadelhofer pełniła i pełni również funkcje w organizacjach związanych z kształceniem osób starszych, m.in. jako członek zarządu Bundesarbeitsgemeinschaft Wissenschaftliche Weiterbildung älterer Menschen (BAG WiWA) i członek rady naukowej Międzynarodowego Stowarzyszenia Uniwersytetów Trzeciego Wieku (Association Internationale des Universités du Troisième Age – A.I.U.T.A.).
W 2024 otrzymała Order Zasługi Badenii-Wirtembergii.

## Praca naukowa
Kierowała licznymi projektami badawczymi na poziomie regionalnym, krajowym i międzynarodowym, dotyczącymi przede wszystkim kształcenia osób w tzw. trzecim wieku. Projekty obejmowały m.in. wykorzystanie nowych technologii informatycznych w projektach krajowych i międzynarodowych, wzajemne kształcenie osób młodych i starszych, wykorzystanie osobistego doświadczenia zawodowego i pozazawodowego w projektach naukowych.

## Publikacje
- Carmen Stadelhofer, Markus Marquard, Marlis Schabacker-Bock (red.): Intergenerationelles Lernen als Teil einer lebendigen Stadtkultur. Ulm: 2011. (niem.). Brak numerów stron w książce
- Markus Marquard, Marlis Schabacker-Bock, Carmen Stadelhofer: Alt und Jung im Lernaustausch. Weinheim: 2008. (niem.). Brak numerów stron w książce
- Forschendes Lernen als Beitrag zu einer neuen Lernkultur im Seniorenstudium. Carmen Stadelhofer (red.). Neu-Ulm: 2006. (niem.). Brak numerów stron w książce
- Carmen Stadelhofer, Gabriela Körting (red.): Seniorstudierende online. Mössingen-Talheim: 2000. (niem.). Brak numerów stron w książce
- Carmen Stadelhofer: Selbstgesteuertes Lernen und neue Kommunikationstechnologien. W: Günther Dohmen i in.: Weiterbildungsinstitutionen, Medien, Lernumwelten. Rahmenbedingungen und Entwicklungshilfen für das selbstgesteuerte Lernen. Bonn: Bundesministerium für Bildung und Forschung, 1999, s. 147–208.
- Kompetenz und Produktivität im dritten Lebensalter. Der Beitrag der wissenschaftlichen Weiterbildung zur Vorbereitung von Menschen im dritten Lebensalter auf neue Tätigkeitsfelder und neue Rollen in Gesellschaft, Wirtschaft und Bildung. Ein europäischer Vergleich und Austausch, mit eigenen Beiträgen. Carmen Stadelhofer (red.). Bielefeld: 1996. (niem.). Brak numerów stron w książce
- Herbert Hertramph, Carmen Stadelhofer (red.): Alternativen. Neue Wege in der Erwachsenenbildung, mit eigenen Beiträgen. Langenau: Vaas Verlag, 1992. Brak numerów stron w książce
- Herbert Hertramph, Carmen Stadelhofer: „Ich hab’ noch viel vor …!” Eine Studie über Weiterbildungsinteressen im dritten Lebensabschnitt. Eine Studie in der Region Ulm. Ulm: Universitätsverlag, 1991. (niem.). Brak numerów stron w książce
- Herold Scheffelmeier, Carmen Stadelhofer: Im Zwiespalt … Weiterbildungsbedürfnisse von Familienfrauen. Eine Studie in der Region Ulm. Ulm: 1990. (niem.). Brak numerów stron w książce